# 格林布里爾鎮區 (阿肯色州獨立縣)
格林布里爾鎮區（英語：Greenbrier Township）是位於美國阿肯色州獨立縣的一個行政鎮區。

## 地方資料
格林布里爾鎮區的面積為102.34平方千米，當中陸地面積為100.71平方千米，而水域面積為1.63平方千米。根據2010年美國人口普查的數據，當地共有人口1807人，而人口密度為每平方千米17.66人。